# NERVOUS BREAKDOWN
『NERVOUS BREAKDOWN』（なあばす ぶれいくだうん）は、たがみよしひさによる日本の漫画作品。学習研究社の『月刊コミックNORA』において1988年9月号から1997年4月号まで連載された。
たがみの作品としては初の10巻超えになった。話数カウントは「Report」。

## 概要
北千住にある第3宇田川ビルに事務所を構える「田沼平九郎探偵事務所」の探偵たちが活躍するミステリー作品。いわゆる「推理小説」に分類されるテーマの多くを扱っている。作中では主人公たちをとりまく状況の推移が見られるが、基本的にエピソードごとの1話完結スタイルをとる。作者の代表作である『軽井沢シンドローム』同様に、通常使われる二頭身とシリアスなシーンに用いられる八頭身の2種類のキャラクターをコマによって描き分ける手法が採られている。また作者の過去の作品である『軽井沢シンドローム』を筆頭に、『我が名は狼』『フェダーイン:戦士』『依頼人から一言』のキャラクター達がそれぞれゲスト出演したことがある。特に『フェダーイン:戦士』の朽木三郎と『依頼人から一言』のメインキャラ3人組は何度か登場し、準レギュラーとなっている。
打ち合わせで担当編集者に「推理物を書いてはどうか」と勧められたたがみは、自身の本棚を見て考えた時に、「カッコイイ探偵は嫌い」ということに気づき、逆に「カッコ悪い探偵を描こう」と思い立った。さらに具体的なモデルを想像したところ、「自分がカッコ悪いから自分をモデルにすればいい」と決めたが、アームチェアでは漫画として成立しない、と思い至り、「動ける人間」を登場させることにした。こうして誕生したのが、安堂と三輪である。
各エピソードのサブタイトルは国内外の推理物のタイトルをもじったもの。本編とは別に4コマ漫画の「すぺしゃるれぽーと」も連載の合間に掲載された。本作の登場人物の多くは、次回作であり姉妹作ともいえる『NIGHT ADULTCHILDREN』にも登場している。
通常のストーリーと異なり、「番外編」として安堂・三輪がそれぞれ主人公になった2話のみキャラクターを八頭身のみで描ききったエピソードもある。これらのエピソードにもサブタイトルの前に「Report.（通し番号）」がつけられている。

## あらすじ
薬局の息子安堂 一意は女好きの眼鏡美男子。その容姿を利用しては次々と女性を誑し込んでいた。半面、極度の病弱。特に胃が弱く、頻繁にゲロを吐く。しかし、警察関係者でさえ一目置くほどの頭脳を持つ。安堂の相棒で登山のスペシャリストかつラリードライバーで熱帯魚の育成が趣味という三輪 青午は頑強そのもののタフガイで腕っぷしも強い。半面、頭脳の方はからっきし。幼馴染で、同じ大学に在籍していた安堂と三輪はのちに田沼平九郎探偵事務所に籍を置く。平九郎は元警察官で警察関係には顔が効くものの、正に昼行燈。その娘で経理担当の田沼 京子はハッカーとしての才能も持つやり手。金にシビアな彼女の存在が弱小事務所を支えていた。また、過去に遭遇した事件で一介の大学生に過ぎなかった安堂の名推理に助けられたことがあり、女癖の悪さには辟易しながらも密かに慕っていた。
あるとき大富豪の令嬢稲葉 美矢の依頼を受けた安堂は見事な推理で事件を解決。美矢はすっかり安堂にほれ込んでしまい、押しかけで事務所の一員となる。こうして所長の平九郎と4人の部下による探偵事務所の活動が本格的に始まり、京子と美矢の女同士のバトルも始まった。
そんな中、平九郎が過去に扱った事件を契機にして新たな事件が発生。平九郎の後輩で現職の捜査一課刑事である岩切も登場。事件は安堂の名推理で解決をみるが入院で身体的な衰えを感じた平九郎は引退を決意。安堂は京子と夫婦となり、実質的に事務所を引き継ぐ。そして、岩切に見込まれた安堂は警察の捜査にも協力（金にならないと京子に愚痴られる）するようになっていった。

## 登場人物

### 田沼平九郎探偵事務所
安堂 一意（あんどう いちい）
田沼平九郎事務所の誇る頭脳で、本作の事実上の主人公。通称は「あんどーちゃん」。
自分で証拠を集めることはあまりなく、集まったデータから結論を導き出す安楽椅子探偵型。天才的な頭脳を持つが、零細事務所運営のため、普段は浮気調査などの通常業務に従事している。同作者の作品群には、推理能力の高い主人公が数多く登場するが、その中でも抜群の推理能力を誇る。その推理能力は、何十年も前の未解決事件に対し、与えられた情報だけで推理して真実にたどり着くほどである。
性格は極めて理知的かつ合理的で達観しており、あまりにも度が過ぎるために人でなし呼ばわりされることもある。ひどくシニカルな物言いをして依頼人や関係者を怒らせることも多い。極度の虚弱体質で、特に消化器系に問題を抱えているため、始終嘔吐している。前半は推理展開中でもなんの脈絡もなく吐いてばかりいたが、後半は激減した。普段持ち歩いているトランクケースの中身は大量の薬物。自身が服用するための薬のほか、調合道具や伝手で手に入れた劇物もあって、これを用いて危機を脱したこともあった。普段から顔色が土気色で、体質面については京子や美矢からも呆れられている。
作者が描く主人公に共通する特徴として、女性にモテるうえに自らも手が早く、女性関係は相当に幅広いというものがあるが、安堂にも該当する。特定の恋人はいないが出入りしている女性は多く、宿代わりにしたり張り込みに利用したりすることもあったが、後述の結婚を機に京子にすべて精算させられた。女性絡みの事件で2度命を狙われたことがある。
実家は薬局を経営しており、化学物質に造詣が深く、大学在学中には松崎未来によれば「北鳳大の芹沢博士（映画『ゴジラ』の登場人物）」と有名だった模様。よく似た既婚者の姉が1人いる。母は健在だが父はすでに他界。
三輪とは少なくとも中学生時代からの腐れ縁。三輪が警察時代の知り合いである平九郎の頼みでY岳登山に向かった際に同行させられ、現地で事件を解決した際に依頼人で関係者の1人だった京子と知り合う。それが縁となり大学卒業後は事務所に就職した。平九郎の後輩で警視庁警部である岩切とは事件を通じて懇意となり、非常に信頼される。岩切の登場以降は彼の個人的な依頼で警視庁の扱う広域捜査事件に何度も駆り出されるようになる。
物語の中盤で京子と結婚。京子や平九郎と同居するようになり、引退した平九郎にかわり所長に就任する。終盤で息子が生まれるが、京子のお産の間に病院内で起きた殺人事件を解決していて立ち会えなかった。子供の名前は最後まで明かされなかった。何事にも淡泊な安堂だが、子煩悩ぶりを発揮するようになり育児休暇を取る。
姉妹作の『NIGHT ADULTCHILDREN』にもたびたび登場。そちらではゲスト役ながら、主人公の風太郎を高い推理力で追い詰める宿敵の役どころとなっている。
三輪 青午（みわ しょうご）
肉体労働担当。通称は「筋肉だるま」。愛車を駆り、事務所の足として東奔西走する。オールバックと三白眼が特徴。
本人はハードボイルドを気取っているが、安堂とは逆に頭脳の方はさっぱりで、所長を除く所員たちからはしばしば「キンニク」や「にく」と揶揄される。安堂が推理を展開していても三輪だけは少しも理解できておらず蚊帳の外に置かれており、たまに推理を披露しても安堂に覆されてしまう。自分で解決した事件は、ほとんどが強引な力業によるもの。
反面、肉体的には非常に頑強で、異常な体力と身体能力、食欲を誇る。現役の傭兵である朽木とも互角に渡り合う。鉄パイプで殴られても鉄パイプのほうが曲がってしまったり、銃で撃たれて入院した後も、傷口から内臓をはみ出させながら筋力トレーニングに励むほど頑丈ではあるものの、度々瀕死の窮地に立たされてもいる。
趣味は二輪・四輪のモータースポーツ（ミニ四駆含め）で、いずれも相当な腕前。他に、体力に物を言わせたスポーツ全般も得意とする。豪快な性格に反してアクアテラリウムや「おはな」にも詳しい。
安堂とは少なくとも中学時代からの付き合いで、彼の頭脳を信頼している。大学在学中にはその驚異的な身体能力を買われ、運動部の助っ人としてあちこちに出入りしていた。大学を中退し、警察官となるが、卒配3日目に上司の顔に止まった蝿をはたいたところ、力が入り過ぎて窓越しに外まで吹き飛ばし、再起不能にしてしまい首になった。勤務歴3日間にもかかわらず、なぜか警察内に多数の知り合いがいる。安堂と京子が知り合うきっかけとなった事件の前に、京子とは既に知り合いで、彼女に助っ人として山に誘われていた。
女性に対しては非常に奥手かつ純情で、大学時代に知り合った松崎未来への想いを断ち切るため、学校を中退し登山を止めている。松崎とは偶然の再会を果たしたのち、紆余曲折を経て交際するに至るが、その後はこれといった進展が見られなかった。
Report.23では、犯人に殴られ一時的に健忘症に陥り、普段とは全く違う性格や真面目な口調になった。本編最終回では日頃のうっぷんを晴らすため周囲の人間を手当たり次第手にかけるが、最後には夢オチだったことが明かされた。
姉妹作の『NIGHT ADULTCHILDREN』にもゲスト出演するが、安堂のような活躍は無い。また、従兄弟で警視庁警部補の石川仁右衛門が登場する。
田沼 京子（たぬま きょうこ） / 安堂 京子（あんどう きょうこ）
事務経理および情報収集担当。所長・田沼平九郎の一人娘。黒の長いストレートヘアと黒眼がちの瞳。黒縁眼鏡（安堂のものとほぼ同タイプ）が特徴。新聞社や警察のデータベースに（無断で）接続したパソコンを使いこなし、優れた情報収集能力で安堂たちを後方からサポートする。
初登場回では控えめな性格だったが、本来はかなり勝気。口より先に手が出るタイプだが、口も悪く容赦がない。彼女がいなければ事務所の経営自体が成り立たないため頼りにされている。
母が早くに他界しており、父子家庭で育ったため、しっかり者で仕事と家事を両立させている。母の実家は愛知県鬼洞村（おにほらむら・架空の村）にあり、複雑な事情を抱える（Report.38）。20歳そこそこの美矢からは年増呼ばわりされていたが、年齢は5つ違い（昭和41年生まれ）。趣味はハイキング程度の登山。劇中でフィールドワークをしたことはなく、事務所の外に出た場面は少ない。美矢と共に人命救助をして新聞報道されるが、間違いがもとで誘拐されたこともあった（Report.35）。
さまざまな場面で安堂を支える女房役であったが、物語中盤で結婚し名実共に安堂の女房となる。しかし、日頃の安堂の女癖の悪さから、結婚後も度々彼の言動を疑う嫉妬深い面も見せていた。のちに男児を出産している。
稲葉 美矢（いなば みや）
大富豪・稲葉鉄之介の孫娘。通称「ミャー」。Report.1および6で依頼に訪れた後、高校卒業後に探偵事務所の一員となる。いわゆる「お嬢様」で、出勤は運転手付きのリムジン。登場時はごく普通の女性だったが、物語を追うごとに奇矯な振る舞いが増していった。普段はふざけた態度をとりがちだが、シリアスな話になるとひどく感情的になる。平九郎が巻き込まれ殺害されたと思われた事件（Report.38）では、終始冷淡だった安堂の態度に激高した。
当初は金持ちの道楽同然で勤務態度は悪く、勤務時間もろくに守らず、京子の頭痛の種となっていた。徐々に真面目に勤務をこなすようになり、金にならない仕事（岩切の個人的な依頼や未解決事件の推理）ばかりしている安堂に代わり事務所の貴重な戦力となっている。
金持ちの割に庶民的かつミーハー。写真・映像技術に造詣が深い（Report.1での依頼も部活動（写真部）を兼ねた撮影旅行が切っ掛け）。コンタクトレンズを使用している。
物語当初から安堂を慕い、京子と鞘当てを繰り返す。安堂と京子が結婚してからも変わらず、2人の新婚旅行にはこっそりついて行った。容姿は人並み以上だが男運が悪く、安堂以降に彼女が惚れた人物は、決まって事件の犯人、もしくは容疑者になる。後に濡れ衣の晴れた大崎圭昭と交際するようになった。
田沼 平九郎（たぬま へいくろう）
探偵事務所所長で、京子の父。警視庁の元刑事。今でこそ好々爺だが、現役時代は「鬼」と評されていた。新人時代に愛知県鬼洞村で起きた連続殺人事件を扱い、このとき、後に妻となる大神 都（おおがみ みやこ）と知り合った（Report.38）。同僚の殺人事件を追うために警察を辞職（Report.14）、長野県の過疎の村で農業を営もうとしたが、半年で挫折し、元先輩に誘われて探偵になった（Report.31）。
長年の苦労が祟って体調を崩すようになり、胃潰瘍で入院し手術を受けた（Report.37）。
安堂や三輪は「おやっさん」、かつての同僚などは「沼さん」もしくは「平（へい）さん」と呼ぶ。影が薄いせいで登場していてもほとんど目立たずセリフも少ない。後に、安堂と京子の結婚を機に、探偵業から身を引いて隠居。以降は都内綾瀬の一戸建ての自宅に、娘夫婦と同居する。引退してからは、老いが進行している様子が見られた。

### その他の関係者
岩切（いわきり）
平九郎の警察時代の後輩で、現職の捜査一課刑事。Report.14から登場。通称「岩（がん）さん」。
安堂の推理力を認めており、中盤以降しばしば事件の解決に安堂の協力を仰ぐ。
かつて、平九郎と岩切の同僚だった長町という男を、長町の妻と共謀して殺害している。平九郎と安堂がそれぞれ真相にたどり着いているが、その時点で時効が成立していたこともあってか、特に咎め立てされることもなく交流している。
稲葉 鉄之介（いなば てつのすけ）
美矢の祖父。Report.16から登場。
「財界の鉄魔人」の異名を持ち、その資産は数千億とも数兆とも噂されている財界一の大物。美矢が誘拐された際、要求された身代金を自ら吊り上げるなど豪胆な性格だが、美矢同様に茶目っけのある性格も持ち合わせている。
松崎 未来（まつざき みき）
三輪の恋人。Report.42から登場。趣味は登山と映画鑑賞。実家の写真館で手伝いをしている。
三輪とは学生時代に登山を通じ知り合うが、当時は別の男性と交際中であり、三輪が自ら身を引く形で別れている。数年の後、安堂と京子の結婚式の写真を事務所に持参したことで三輪と再会、とある事件の解決を経て交際を始めるが、デート以上の進展がないらしい（2人きりでホテルに泊まった際にも朝までトランプをしていただけだった）。後に、育児のために休業した京子に代わって、電話番と伝票整理担当で探偵事務所に入社する。
大崎 圭昭（おおさき けいしょう）
芸能プロダクション「Chloe（クロエ）プロ」所属の心霊研究家（自称）で、後に中内優美のマネージャー。常にサングラスを着用している。Report.74から登場。やらせの心霊番組に無理矢理駆り出された安堂と知り合い、以後芸能界に関連する事件でしばしば登場する。Report.87では殺人の容疑をかけられるが、その過程で美矢と親しくなる。
中内 優美（なかうち ゆみ）
アイドル歌手。Report.75から登場。大崎と同じ芸能プロダクションに所属。
殺人予告の電話におびえ、大崎を介してボディガードを依頼したことから三輪と友人として親しくなる。
達人（たつじん）
作中に挿入される四コマ「すぺしゃるれぽーと」の常連キャラ。タイトルの「殺人」にひっかけて何の脈絡もなく登場するが、物語本編には無関係。

### 他作品からのゲスト出演
相沢 耕平（あいざわ こうへい）
『軽井沢シンドローム』からのゲストキャラ。
カーリーヘアーを止め、さわやかなサラサラヘアーになっている。『夏色軽井沢』でのエピソードでは容疑者になるとともに、メインキャラがほぼ全員本編の数年後の姿で登場。後も安堂たちと交流があり、暴走族を使って安堂たちを追う警察の妨害をするなどの手助けをした。
犬神 内記（いぬがみ ないき）
『我が名は狼』からのゲストキャラ。通称「狼（うるふ）」。
『寒い故郷から帰ってきたスパイ』にて、本人を初め、脇役キャラもほぼ連載当時のままの姿・設定で登場した。
多岐川 礼（たきがわ れい）
『依頼人から一言』からのゲストキャラ。通称「レイ」。
現在はオカルト物のライターだが、ブラウン、姫らと共に趣味で探偵業を続けており、Report.72の事件で安堂らと知り合う。
高校時代の長髪は、現在は三つ編みにしている。
遠藤 康隆（えんどう やすたか）
『依頼人から一言』からのゲストキャラ。通称「ブラウン」。レイの相棒。
現在では喫茶「Brown」のマスター。高校時代のパーマと口ヒゲは健在。
西村 美紗（にしむら みさ）
『依頼人から一言』からのゲストキャラ。通称「姫」。自称「天下無敵の無職独身」。
レイの幼馴染で、高校時代は恋人だったが、現在の関係は不明。
朽木 三郎（くつぎ さぶろう）
『フェダーイン:戦士』からのゲストキャラ。
「マッド・クッキィ」の異名を持つプロの傭兵だが、安堂・三輪たちとしばしば行動を共にする。

## 書誌情報
たがみよしひさ 『NERVOUS BREAKDOWN』 学習研究社 ＜ノーラコミックス＞ 全13巻（B6版）
1. 1989年6月24日発行 ISBN 4-05-103395-3
2. 1990年6月6日 発行ISBN 4-05-104938-8
3. 1991年5月6日発行 ISBN 4-05-104951-5
4. 1992年2月6日発行 ISBN 4-05-105887-5
5. 1992年9月6日発行 ISBN 4-05-106144-2
6. 1993年5月6日発行 ISBN 4-05-600074-3
7. 1993年12月6日発行 ISBN 4-05-600363-7
8. 1994年7月6日発行 ISBN 4-05-600607-5
9. 1995年3月6日発行 ISBN 4-05-600854-X
10. 1995年10月6日発行 ISBN 4-05-601095-1
11. 1996年4月6日発行 ISBN 4-05-601211-3 ※ゲストキャラクターの登場に伴い『依頼人から一言』（全4話）を併録。
12. 1996年9月6日発行 ISBN 4-05-601407-8
13. 1997年5月6日発行 ISBN 4-05-601586-4

たがみよしひさ 『NERVOUS BREAKDOWN』 学習研究社 ＜ノーラコミックスコンパクト＞ 全9巻（文庫版）
1. 2000年9月 ISBN 4-05-602401-4
2. 2000年9月 ISBN 4-05-602402-2
3. 2000年9月 ISBN 4-05-602403-0
4. 2000年9月 ISBN 4-05-602404-9
5. 2000年11月 ISBN 4-05-602405-7
6. 2001年1月 ISBN 4-05-602499-5
7. 2001年3月 ISBN 4-05-602500-2
8. 2001年5月 ISBN 4-05-602543-6
9. 2001年7月 ISBN 4-05-602544-4 ※書き下ろしの第89話を収録。